# Nitěnkovití
Nitěnkovití (dříve Tubificidae, nově Naididae) jsou čeledí máloštětinatců, s tělem zbarveným červeně hemoglobinem. Jsou součástí bentosu sladkých i slaných vod a tvoří důležitou součást jídelníčku ryb i dalších živočichů.
Nitěnka obecná (Tubifex tubifex) žije ve sladkých, organicky znečištěných nebo hnijících, vodách, zavrtaná hlavou dolů do bahna. Koncem těla si přihání kyslík.
Jejich tělo je 3 centimetry dlouhé. V přední části těla je několik článků spojeno v opasek, který je důležitý pro rozmnožování nitěnek. Na článcích jsou jemné štětiny, které pomáhají nitěnce k pohybu. Nitěnky se živí organickými zbytky a bakteriemi z bahna, jsou tedy z části konzumenti a z části rozkladači.
Nitěnky se používají jako živé nebo lyofilizované krmivo pro akvarijní ryby.